# 善福寺 (徳島市)
善福寺（ぜんぷくじ）は、徳島県徳島市寺町に位置する真言宗御室派の寺院である。山号は法雲山。本尊は聖観音。
阿波西国三十三観音霊場2番札所。徳島二十四ヶ所地蔵霊場11番札所。

## 歴史
勝瑞城の城主・細川氏は京都より毘沙門天を本尊とする善福寺を招致して城下に伽藍を建立した。しかし長宗我部氏の兵火にかかった為、住職は本尊を奉持して難を逃れ、旧稲田屋敷一宇を建立した。
その後、蜂須賀家政が阿波国に入国した際、城下町の整備を行い、善福寺は現在の寺町へ移った。

## 前後の札所
阿波西国三十三観音霊場
1 観音寺 ---- 2 善福寺 ---- 3 福蔵寺

## 交通
- JR「徳島駅」より徒歩で約10分。
- 徳島自動車道「徳島インターチェンジ」より車で約10分。